# 東武バスセントラル足立営業事務所
東武バスセントラル足立営業事務所（とうぶバスセントラルあだちえいぎょうじむしょ）は、東京都足立区伊興本町二丁目にある営業所。東武バスセントラルの本社機能も兼ねている。管轄下に西新井営業所、葛飾営業所を置く。

## 最寄駅および停留所
- 最寄駅：竹ノ塚駅
- 最寄停留所：竹の塚車庫

## 沿革
- 1967年（昭和42年）12月 - （旧）西新井営業所が現在地に移転したのを機に足立営業所へ改称し発足。（なお移転前の場所は西新井出張所となり足立営業所の傘下に入る）
- 2002年（平成14年）
  - 4月4日 - 東武バスセントラル株式会社設立。これに伴い、営業所名を足立営業所から足立営業事務所に改称。
  - 10月1日 - 東武バスセントラル株式会社営業開始。
- 2007年（平成19年）11月10日 - PASMO導入（一部路線を除く）。
- 2022年（令和4年）
  - 8月1日 - 竹51・竹52系統廃止。はるかぜ4号（西05・西06系統）を西新井営業所へ移管。[1]
  - 10月1日 - 花畑営業所閉鎖に伴い花畑営業所所管路線を足立営業事務所へ移管。[2]。
- 2024年（令和6年）10月1日 - 竹07（江戸袋循環）が2024年9月30日に廃止[3]。
- 2025年（令和7年）8月2日 - 竹17-2系統の新設・五28系統の廃止を含むダイヤ改正を実施。[4]。

## 輸送人数
- 20,408人（2005年度、1日平均）[5]

## 現行路線

### 竹の塚駅東口 - 花畑団地・文教大学線
- 竹15：竹の塚駅東口 - 保木間仲通り - 花畑団地（花畑団地行深夜バスを運行）
- 竹15‐2：竹の塚駅東口 - 保木間仲通り ‐ 花畑五丁目 - 花畑団地
- 竹16：竹の塚駅東口 - 林松寺 - 花畑四丁目 - 文教大学（東京あだちキャンパス）
- 竹16急行：竹の塚駅東口 - （急行） - 文教大学（東京あだちキャンパス）
  - 2008年10月11日：林松寺経由の竹16系統を開設する[6]。また、竹15が保木間仲通り経由に変更[7]。
  - 2021年（令和3年）2月22日 - 竹16系統を花畑団地発着から文教大学（東京あだちキャンパス）発着に振り替え。[8]

毎時5 - 6本程度運行され、近隣に鉄道駅のない花畑地区においては最も高頻度で運転されている主力路線である。
また、竹の塚六丁目・竹の塚七丁目バス停は竹05系統の発着変更による廃止以来のバス停復活である。
竹15-2系統、竹16-2系統はベルクス足立花畑中央店開業に伴い、ベルクス花畑中央店の前に花畑五丁目バス停を設置。竹15-2系統、竹16-2系統が開設。
現在は、花畑団地、竹の塚駅東口を9時台～18時台に発車する全便が花畑五丁目経由。
竹16系統は、竹15系統と、竹の塚駅東口～綾瀬駅間（綾24系統）の中間位置を走行する。同路線近辺には、区民事務所等が存在するが不便であった事に加え、同道路が竹の塚車庫と、花畑団地操車所間の回送車の通り道になっていたため、沿線住民から東武バスセントラルに要望をされた事が、運行開始のきっかけになった。
花畑地区に開設された文教大学（東京あだちキャンパス）アクセスのため、2021年2月より竹16系統が花畑団地発着から文教大学（東京あだちキャンパス）発着に振り替えられた。平日朝の文教大学方面、夕方の竹の塚駅方面は花畑四丁目を経由しない急行便も運行される。

### 竹の塚駅西口 - 新里循環線
- 竹06：竹の塚駅西口 - 竹の塚車庫 - 柳島 - 新里 - 竹の塚駅西口（新里循環）
- 竹06：柳島→新里→竹の塚駅西口（始発時間帯のみ）
- 竹09：竹の塚駅西口 - 竹の塚車庫（出入庫）
- 竹10：竹の塚車庫←柳島←新里←竹の塚駅西口（入庫、終車時間帯のみ、深夜バス運行）
  - 2009年7月13日：終車時間帯の竹06柳島止まりを竹の塚車庫まで延長し竹10とし、深夜バスを新設した。

終日ほぼ15分間隔、始発 - 13時頃は柳島先回り、以降新里先回りで運行。柳島・新里付近は埼玉県内であるが、全線都区内均一運賃が適用されている。「足立一日フリーパス」は全線で利用可能である。

### 竹の塚駅西口 - 見沼代親水公園駅線
- 竹03：竹の塚駅西口 - 舎人町 - 見沼代親水公園駅
  - 2009年7月13日：見沼代親水公園駅行深夜バスを廃止。

竹の塚駅と舎人地区を結ぶ路線として、後述の入谷循環線と合わせて高頻度で運行されている路線である。赤山街道経由で北西に向かい、舎人町から尾久橋通りを北上、埼玉県草加市との都県境に程近い見沼代親水公園駅に至る。舎人町までは時間帯により運転方向が変わる入谷循環線と同一経路であるため、この間においては客の流れに応じて混雑する方向の運転本数がほぼ倍増する形となっている。

### 竹の塚駅西口 - 入谷循環線
- 竹01：竹の塚駅西口 - 舎人町 - 中郷 - 入谷町 - 古千谷本町一丁目 - 竹の塚駅西口（入谷循環中郷経由）
- 竹01：竹の塚駅西口←舎人町←中郷←入谷町←古千谷本町一丁目（中郷経由、始発時間帯のみ）
- 竹02：竹の塚駅西口 - 舎人町 - 舎人団地南 - 入谷町 - 古千谷本町一丁目 - 竹の塚駅西口（入谷舎人循環舎人団地南経由）
- 竹02：竹の塚駅西口 - 舎人町 - 舎人団地南 - 入谷町 - 古千谷本町一丁目（舎人団地南経由、始終発時間帯のみ、古千谷本町一丁目行深夜バスを運行）
- 竹08：竹の塚駅西口←舎人町←放射11号舎人←古千谷本町一丁目←竹の塚駅西口（放射11号循環、土休日のみ）
  - 各系統とも始発 - 13時頃は入谷町方面先回り、以降終車まで舎人町方面先回りで運行。
- 2003年：足立区のバス再編計画に従い入谷循環の一部を新設の舎人団地南経由入谷舎人循環に変更。

竹の塚駅から西へ向かい、舎人町、入谷町を経由して同駅に戻る循環路線であり、埼玉県川口市との都県境である入谷町付近が路線の西端部となる。時間帯によって運転方向が反転するのが特徴である。
- 2003年に過半数の便を舎人町からより北西部の舎人団地南を経由する経路に変更、ループをさらに拡大した形となった。この新設経路を「入谷舎人循環」、従来経路のものを「入谷循環」と呼称して区別している。入谷舎人循環は従来経路のうち「中郷」以外全ての停留所を経由するため、この改変による既存停留所への影響は最低限にとどまっている。
- 運行頻度は入谷舎人循環が毎時3 - 4本、入谷循環を合わせて毎時4 - 5本程度である。
- 沿線には舎人公園があり、中入谷停留所が最寄りとなる。
- 1990年代後半に開設された放射11号循環は、前述の入谷循環などに対してループ区間を縮小したものである。新設当初から本数は少なかったせいもあり定着しなかったため、現在は最小限度の運行となっている。このため、舎人町先回りはすでに廃止されている。
- 日暮里・舎人ライナーの開業に伴い、系統番号の変更が実施されている。
  - 2014年8月25日古千谷本町一丁目行深夜バスを廃止

### 西新井駅 - 皿沼循環線
- 西01：西新井駅西口→西新井大師前→西新井大師西駅→谷在家団地→皿沼不動→鹿浜四丁目→西新井大師前→西新井駅西口
- 西01：西新井駅西口→西新井大師前→西新井大師西駅→谷在家団地→皿沼不動→鹿浜中学校前（終車時間帯のみ）
- 西01：谷在家団地→皿沼不動→鹿浜四丁目→西新井大師前→西新井駅西口（早朝のみ）

西新井駅から東京都道318号環状七号線（環七通り）を西に向かって江北地区から尾久橋通りを北上、谷在家から南西に方向を変え、加賀、鹿浜地区を通って環七通りに入り東進し西新井駅に戻る路線である。ループ区間は反時計回りとなっている。加賀皿沼地区においては西新井駅とを結ぶ唯一のバス路線であるが、谷在家地区、鹿浜中学校付近や環七通り沿線においては西新井駅とを結ぶ複数の他路線が存在するため、近年は減回傾向にある。運行回数は毎時3 - 4本程度である。

### 西新井駅 - 消防署 - 流通センター・竹の塚車庫線
- 西03：西新井駅 - 第一団地 - 第二団地 - 西新井消防署 - 伊興住区センター - 中入谷（←入谷町） - 流通センター（平日朝夕のみ運行）
- 西04：西新井駅 - 第一団地 - 第二団地 - 西新井消防署 - 伊興住区センター - 竹の塚車庫

西新井駅西口から北上、西伊興地区とを結ぶ路線である。西新井第二団地、西伊興地区並びに舎人公園付近を抜けて足立流通センターに至るが、一部の便は伊興住区センターから東進し、竹の塚車庫発着となる。
流通センター方面は平日のみの運行、竹の塚車庫方面は終日運行している。特にコロナ禍以後、西03系統は本数が激減、平日朝の数本と夕方の1本のみに激減した。

### 西新井駅 - 栗原四丁目 - 竹の塚車庫線
- 西02：西新井駅西口 - 栗原四丁目 - 竹の塚駅入口 - 竹の塚車庫
  - 2003年：足立区のバス路線再編計画に従い開設。

西新井駅からほぼ東武伊勢崎線に沿う形で尾竹橋通りを北上する路線である。沿線にマンションや郊外型の商業施設が増えつつあるエリアを走る。
開設当初は時間1本程度の運行で当路線を往復する車両運用も存在したが、2006年6月のダイヤ改正より一日数便に大幅減便され、現在は西新井駅発着路線の出入庫路線の性格が強くなっている。

### 西新井駅 - 谷在家 - 鹿浜都市農業公園線
- 西07：西新井駅西口 - 第一団地 - 谷在家 - 鹿浜 - 鹿浜都市農業公園

西新井駅から主に環七通り開通以前からある旧道を経由し、足立区西端の都市農業公園を終点とする路線である。1970年代までは鹿浜経由で川口駅に至っていたが、その後鹿浜用水（現・産業道路東）までに短縮され、1984年の都市農業公園開園に伴い、末端部を数百メートル延長し現在の運行区間となった。西新井駅から終点1つ手前の鹿浜まで国際興業バス赤羽営業所担当の赤23系統と同一経路であったが、日暮里・舎人ライナーの開業によって赤23系統は西新井大師西駅に接続する経路に変更された。そのため、赤23系統は谷在家公園・谷在家を経由しなくなったが、この西07系統は従来通り谷在家公園経由で運行されている。この区間においては長年に渡って停留所名称や停車位置が事業者ごとに大きく異なっていたが、現在はほぼ統一されている（ただし共通定期券は発売されていない）。
増便基調にある赤23系統と対照的に近年は減便傾向にあり、2009年9月の改正でデータイムの運行頻度を従来の毎時3回から毎時2回程度まで減回し、同時に深夜バスの運行を開始した（2011年8月に廃止）。赤23に比べて短距離路線となっている。なお、以前は新04の系統名で運行していた。
2023年1月30日のダイヤ改正で本数が激減、平日2往復、土休日1往復のみの運行となり、西新井駅から鹿浜都市農業公園へのアクセスはコミュニティバス「はるかぜ」に譲ることとなった。

### 西新井駅 - 東京女子医大足立医療センター線
- 西08：西新井駅西口 - 西新井大師前 -  東京女子医大足立医療センター
  - 2021年1月4日：運行開始。[9]

### 北千住駅 - 末広町 - 六町駅・文教大学線
- 北11：北千住駅 - 末広町 - 二ツ家町 - 六町駅 - 文教大学（東京あだちキャンパス）
- 北12：北千住駅 - 末広町 - 二ツ家町 - 六町駅
  - 2022年（令和4年）10月1日：花畑営業所より移管。[10]
  - 2025年（令和7年）8月2日 - 区間便である五28系統（五反野駅～六町駅～文教大学）を廃止[4]。

### 竹の塚駅東口 - スポーツセンター - 六町駅・北綾瀬駅線
- 竹17：竹の塚駅東口 - 保木間公園 - 足立総合スポーツセンター
- 竹17：竹の塚駅東口 - 保木間公園 - 足立総合スポーツセンター - 六町駅
- 竹17-2：竹の塚駅東口 - 保木間公園 - 足立総合スポーツセンター - 六町駅 - 北綾瀬駅
  - 2022年（令和4年）10月1日：花畑営業所より移管。[10]
  - 2025年（令和7年）8月2日 - 竹17-2系統（竹の塚駅東口～六町駅～北綾瀬駅）を新設[4]。

竹の塚駅東口から六六通りを経由して足立総合スポーツセンター・六町駅まで向かう系統である。竹ノ塚駅東口 - 足立総合スポーツセンター間は毎時4本程度、足立スポーツセンター - 六町駅間は毎時3本程度の運行となっている。2025年8月2日改正で竹17-2系統が新設され、日中の一部便が六町駅～北綾瀬駅間を延長運転する。

### 綾瀬駅 - 花畑団地線
- 綾40：綾瀬駅 - 加平橋 - 青井六丁目 - 保木間町 - 花畑団地（日中以外）（深夜バスあり）
- 綾40-2：綾瀬駅 - 加平橋 - 青井六丁目 - 保木間町 - 花畑五丁目 - 花畑団地（日中のみ）
  - 2022年（令和4年）10月1日：花畑営業所より移管。[10]
  - 2025年（令和7年）1月6日 - 綾40の深夜バス運行を開始。[11]

### 六町駅 - 花畑団地・文教大学線
- 六18：六町駅 - 花畑交番前 - 花畑四丁目 - 花畑団地
- 六19：六町駅→花畑交番前→花畑六丁目→文教大学（東京あだちキャンパス）→花畑四丁目→花畑交番前→六町駅（文教大学循環）
  - 2022年（令和4年）10月1日：花畑営業所より移管。[10]

### スカイツリーシャトル
いずれも、東京スカイツリータウンと周辺を結ぶバスである。いずれの路線もPASMO・Suicaに対応しているが、「バス特」は対象外となっている。なお、上野・浅草線については西新井持ちとなっている。
羽田空港線（京浜急行バスと共同運行）
羽田空港国際線ターミナル - 国内線ターミナル（両方向とも第2ターミナル→第1ターミナルの順に運行） - 錦糸町駅 （- 両国駅入口）- 東京スカイツリータウン
- 錦糸町駅 - 東京スカイツリータウン間のみの利用はできない。また、一部には国内線ターミナルを通過する便や、錦糸町駅発着のものもある。羽田空港側から乗車する際には、事前に乗車券の購入が必要である。
- 両国駅入口バス停は、空港行始発便と空港発夜間便の1往復のみで、当営業所の担当。ただし、羽田空港発両国駅入口行は運休中だったが、2021年2月1日から3月31日まで、新型コロナウイルス感染拡大の影響により、全便運休となり、同年4月1日から、両国駅入口発羽田空港行を含む一部便の運行を再開した。

東京ディズニーリゾート線（京成バスと共同運行）
東京ディズニーリゾート（両方向とも東京ディズニーシー→東京ディズニーランドの順に運行）- 葛西駅 - 錦糸町駅 - 東京スカイツリータウン
- 錦糸町駅 - 東京スカイツリータウン間のみ、葛西駅 - 東京ディズニーリゾート間のみの利用はできない。また、一部には葛西駅止まり、錦糸町駅止まりの便もある。
- 2012年（平成24年）5月22日、東京スカイツリーの開業に合わせて運行開始。

### 高速バス
- 東京 - 小名浜・いわき・浪江線（いわき号）
  - いわき号の記事を参照のこと。
- 空港連絡バス
  - 東武バスの記事を参照のこと。

### 定期観光
- 東京駅 → 東照宮・輪王寺 → 東武ワールドスクウェア → SL大樹 → 下今市駅 → 東京駅（はとバスと共同運行）…原則として「SL大樹」運転日に運行[15]

### 深夜急行バス
いずれも年末年始とお盆を除く、平日の深夜に運行。全停留所掲載（乗車可能な停留所は太字表記）。
東京駅 - 春日部駅線（ミッドナイトアロー春日部）
- 東京駅（八重洲南口）→上野駅（上野公園山下）→足立区役所前→保木間一丁目→瀬崎町→草加駅東口→松原団地駅入口→新田駅入口→蒲生駅東口→新越谷駅東口（南越谷駅）→越谷駅東口→北越谷駅東口→せんげん台駅西口→武里団地センター→武里駅西口→春日部駅西口 ※座席定員制
  - 1990年9月4日：開業。当初は東京都交通局との共同運行。
  - 1994年：東京都交通局が撤退、東武バスの単独運行となる。
  - 2006年5月18日：足立区役所前、保木間一丁目、瀬崎町停留所を新設。
  - 2011年5月30日：新越谷駅東口からの乗車が可能になる。
  - 2014年12月16日：新たに新田駅・蒲生駅東口に停車。
  - 2015年11月30日：東京駅まで延伸。松原団地駅・新田駅の降車場を駅前から旧4号線沿いに移転。
  - 2020年現在、新型コロナウイルスの影響で長期運休中。[16]

※ミッドナイトアロー久喜は、2012年7月1日より運行担当が東武バスセントラル草加営業事務所に変更。

※ミッドナイトアロー吉川・三郷は、2012年4月2日より運行担当が東武バスセントラル草加営業事務所に変更。

## 廃止・移管路線

### 綾瀬駅 - スポーツセンター - 車検場 - 竹の塚駅線
- 綾25：綾瀬駅 - 青井六丁目 - 足立総合スポーツセンター - 足立車検場 - 第五都営住宅 - 竹の塚駅東口
  - 葛飾営業所の綾24が西六町経由に対し、こちらは足立総合スポーツセンターを経由していた。1998年頃に廃止。

### 竹の塚駅東口 - スポーツセンター - 六町駅線
- 竹17：竹の塚駅東口 - 保木間公園 - 足立総合スポーツセンター - 六町駅
- 竹17：竹の塚駅東口 - 保木間公園 - 足立総合スポーツセンター

2012年5月10日、花畑営業所に移管。
1990年頃谷塚駅近くの浅間神社付近に谷塚駅入口停留所があり、桑袋団地行が発着した。西新井･竹ノ塚駅方面へは、瀬崎町バス停付近に乗り場があった。
- 《要覧》
- 1991年12月広報そうか(2ページ記事:谷塚駅前にバス乗り場を設置せよ!)吉沢哲夫氏
- 2001年8月1日発行谷塚新聞(全面特集:谷塚地区のバス路線再編成桑袋～足立区方面バスをせめて1時間5本へ希望は、叶うのか？)
- 1999年4月区民の意見要覧(3～4ページ花畑エリア交通網再編と、環七と、葛西用水路へ地下鉄を!)
- 1981年発行花畑団地地区記念誌しらゆり(15ページ70年代前後頃花畑団地折り返し所にて写真モノクロ、東武バス開通式竹ノ塚～花畑団地竹15系統)
- 保木間地区町内記念誌2003年発行(6ページ東武バスと保木間の風景写真)

### スカイツリーシャトル東京駅線
- 東京駅（出発は八重洲南口、到着は日本橋口） - （両国・江戸東京博物館 - ）（東武ホテルレバント東京 - ）東京スカイツリータウン
  - 東武ホテルレバント東京は、朝夕の一部便のみ経由。
  - 両国・江戸東京博物館は、一部便を除き停車。
  - ジェイアールバス関東と共同運行。2019年3月31日の運行をもって廃止[17]。

### 西新井駅東口 - 竹の塚駅東口 - 谷塚駅 - 桑袋団地線
- 竹14：（西新井駅東口 - 中島根 - ）竹の塚駅東口 - 仲保木間 - 足立清掃工場 - 谷塚駅 - 草加記念体育館 - 花畑桑袋団地
- 竹13：（西新井駅東口 - 中島根 - ）竹の塚駅東口 - 仲保木間 - {西保木間二丁目→足立清掃工場}（循環）
- 竹14：竹の塚駅東口 - 仲保木間 - 足立清掃工場 - 谷塚駅
- 谷01：谷塚駅 - 草加記念体育館 - 桑袋団地
- 西新井駅東口 - 竹の塚駅東口間の運行は本数少。
- 谷塚駅 - 草加記念体育館間の経路は平日朝のみ瀬崎中央経由、他は谷塚斎場前経由である。
  - 1990年代半ば：谷塚駅周辺道路整備に伴い、谷塚駅乗り入れ開始。旧・谷01 谷塚駅入口 - 花畑桑袋団地線を廃止。
  - 2003年：足立清掃工場折り返し便の往路を西保木間二丁目経由に経路変更、循環線化。
  - 2004年10月1日：大半の便を新設の谷塚斎場前経由に変更、従来の瀬崎中央経由は平日の朝のみとし、足立清掃工場循環の一部を西新井駅東口まで延長の上、全線通し便を減回。
  - 2013年2月25日：ダイヤ改正に伴い、一部の便を草加営業事務所に移管。共管路線となる。
  - 2013年9月24日：草加営業事務所に移管。

### 竹の塚駅東口 - 花畑団地線
- 竹16：竹の塚駅東口 - 林松寺 - 花畑団地
- 竹16-2：竹の塚駅東口 - 林松寺 - 花畑五丁目 - 花畑団地
  - 2021年（令和3年）2月22日 - 花畑団地発着から文教大学（東京あだちキャンパス）発着に振り替えられる形で廃止。[8]

### 竹の塚駅西口 - 安行循環・草加駅西口線
- 竹04：竹の塚駅西口 - 竹の塚車庫 - 柳島 - 新堀 - 氷川町 - 草加駅西口
- 竹05：竹の塚駅西口 → 竹の塚車庫 → 柳島 → 新堀 → 横道 → 後峯 → 安行原久保 → 安行原団地 → 安行北谷 → 横道 → 新堀 → 柳島 → 竹の塚車庫 → 竹の塚駅西口（安行原久保循環：後峯先回り：14時頃まで）
- 竹05：竹の塚駅西口 → 竹の塚車庫 → 柳島 → 新堀 → 横道 → 安行北谷 → 安行原団地 → 安行原久保 → 後峯 → 横道 → 新堀 → 柳島 → 竹の塚車庫 → 竹の塚駅西口（安行原久保循環：安行北谷先回り：14時頃以降）
- 竹05：竹の塚駅西口 - 竹の塚車庫 - 柳島 - 新堀 - 横道 - 安行北谷 - 安行原団地 - 安行原久保 - 後峯（始終発時間帯のみ）

- - 2004年7月11日：竹05 竹の塚駅東口 - 後峯 - 安行原久保線を安行原団地方面へ延長、循環線とする。
  - 2008年3月30日より、竹04・竹05は東口から西口2番乗り場（竹06と同じ場所）発着に変更され、竹の塚六丁目・竹の塚七丁目停留所は廃止したが、2008年10月11日から、竹16系統が再び使用している。
  - 2021年12月1日より、竹04 竹の塚駅西口～新堀～草加駅西口は草加営業事務所に移管。竹05 安行原久保循環は草加駅発着に経路変更した上で草加営業事務所に移管。竹04 竹の塚車庫～新堀～草加駅西口、竹05 竹の塚駅西口～安行原久保～後峰は廃止となった[18]

柳島以北は区間制運賃適用。ただし、全線運賃は都区内均一運賃と同額である。「足立一日フリーパス」は柳島以南の区間で利用可能である。

### 竹の塚駅 - 西新井駅東口線
- 竹51：竹の塚駅東口 ← 中島根 ← 西新井駅東口（竹の塚駅方向片道1本のみ）
- 竹52：竹の塚駅東口 - 中島根（←小右衛門町、梅島二丁目→）足立区役所（土休日1本のみ）

こちらの区間便は原則として小型車として運行されるため、時刻表には「小型車で運行」の注意書きがある。
- - 2007年（平成19年）7月1日 - 開業。
  - 2010年（平成22年）2月1日 - 梅島二丁目停留所を移設。
  - 2012年（平成24年）4月1日 - 西新井営業所から当営業所に移管される。
  - 2022年（令和4年）8月1日 - 廃止。[1]

### 足立区役所 - 西新井駅東口 - 鹿浜都市農業公園線（はるかぜ4号 区役所・鹿浜線）
- 西05：足立区役所 - 梅島駅 - 西新井駅東口 - 第二団地 - 西新井中学校 - 鹿浜都市農業公園（平日：昼 - 夕方、土曜・休日：昼間のみ運行）
- 西06：西新井駅東口 - 第二団地 - 西新井中学校 - 鹿浜都市農業公園（平日：朝、夕 - 夜間運行、土曜・休日：終日運行）
  - 2003年（平成15年）9月1日：はるかぜ第4弾として開業。
  - 2005年（平成17年）5月11日：大師銀座経由を廃止。
  - 2008年（平成20年）3月30日：「江北郵便局」停留所を「西新井大師西駅」に改称。西05のうち、西新井駅折返便を西06に改番。
  - 2012年（平成24年）4月1日：西新井営業所から当営業所に移管される。
  - 2012年（平成24年）8月1日：路線名を「はるかぜ4号（区役所・鹿浜線）」に変更[19]
  - 2022年（令和4年）8月1日 - 西新井営業所へ移管。[1]

### スカイツリーシャトル お台場線
（東武バスウエストと共同運行）
大江戸温泉物語 - グランドニッコー東京 台場 - 東京テレポート駅 （- ホテルイースト21東京） - 錦糸町駅 - 東京スカイツリータウン
- 2015年（平成27年）7月21日運行開始。お台場地区内、および錦糸町駅 - 東京スカイツリータウン間の利用はできない。全6.5往復中3往復がホテルイースト21東京に停車する。2019年（平成31年）3月31日までは京浜急行バスも共同運行に加わっていた。
- 新型コロナウイルスの影響で長期休止を経て、2021年9月30日付で廃止。

### 六町駅 - 元渕江公園 - 文教大学・花畑桑袋団地線
- 花22：六町駅 - 元渕江公園 - 花畑区民事務所 - 文教大学（東京あだちキャンパス） - 花畑桑袋団地（ブンブン号、2021年10月から2年間の社会実験運行）
  - 2021年（令和3年）10月1日 - 足立区社会実験バスとして花22系統ブンブン号運行開始。2年間の試験運行。[22]
  - 実証実験期間内に運行継続条件となる収支率を達成できなかったため、2024年（令和6年）3月22日をもって運行を終了した[23]。これにより「東保木間一丁目」「元渕江公園」「渕江中入口」「保木間中央」「フラワーロード」「花畑区民事務所」「花畑六丁目東」「大鷲神社入口」「桑袋ビオトープ公園入口」の9停留所が廃止。

### 竹の塚駅西口 - 江戸袋循環線
- 竹07：竹の塚駅西口 - 舎人町 - 見沼代親水公園駅 - {本蓮二丁目→江戸袋一丁目}（江戸袋循環、平日のみ）
- 竹07：竹の塚駅西口←舎人町←見沼代親水公園駅←江戸袋一丁目←本蓮二丁目

竹07は竹03（竹の塚駅西口～見沼代親水公園駅）の枝番系統であり、かつては舎人二ツ橋（現・見沼代親水公園駅）行、入谷循環・入谷舎人循環も同じ系統番号をつけていたが2008年3月30日の日暮里・舎人ライナーの開業に伴い、系統番号の変更を行い、同時に舎人二ツ橋バス停が見沼代親水公園駅バス停に改称される。1990年頃から、舎人二ツ橋から先へ一部便（毎時1本弱程度）を都県境の先である川口市江戸袋地区まで延長したが、同地区には川口駅へ向かう国際興業バスなどの既存路線が頻発している上、東武伊勢崎線草加駅へ向かう路線もあり、延長区間の需要は低迷、運行回数も漸減された。この見沼代親水公園駅 - 江戸袋一丁目間は埼玉県内であるために区間制運賃が設定されているが、都区内均一区間からこの区間までを乗り通した場合の運賃は、都区内均一区間と同額となっている。見沼代親水公園駅以南に限り、「足立一日フリーパス」が利用可能である。
2020年3月20日より江戸袋循環の運行を平日のみとし、代わりに土休日の放射11号循環を2本に増便する対応が行われている。
竹07（江戸袋循環）は2024年9月30日に廃止。

### 五反野駅 - 末広町 - 六町駅線
- 五28：五反野駅 - （末広町→）二ツ家町 - 六町駅（休日1往復のみ運行）
  - 2022年（令和4年）10月1日：花畑営業所より移管。[10]

北11・北12系統（北千住駅～六町駅～文教大学）の区間便。2025年8月2日ダイヤ改正で廃止（最終運行は2025年7月27日）。これにより五反野駅ロータリーへの東武バス乗り入れがなくなった。

## 車両
所属車両のナンバーは足立ナンバーである。
いすゞ自動車製の車両が主力。
過去にはCNG車も配置されていた。CNG車は、足立営業事務所には自前のCNG充填施設が無いため、CNGを充填する際にはENEOS足立入谷インター・ターミナルSS併設のエコステーションに立ち寄っていた。
2025年2月27日、事業者向け登録第一号としてエルガEV を導入した。